# 響野こひめ
響野 こひめ（ひびの こひめ、2003年〈平成15年〉2月15日 - ）は、日本の女優、声優で、PiXMiXの元メンバー。千葉県出身。アリア・エンターテインメント芸能部S所属。

## 略歴
2017年7月、東宝芸能に所属するアイドルグループPiXMiXがデビューし、メンバーのKOHIMEとして活動を始める。グループではメインボーカルを務め、2019年10月にはキングレコードからメジャーデビューした。2021年4月より芸名を響野こひめとし、結成からおよそ5年となる2022年5月にPiXMiXを卒業。2023年4月末日をもって、東宝芸能を退所した。
2024年3月よりアリア・エンターテインメント芸能部Sに所属し、声優としても活動を始める。
高校時代から伸ばしている髪は、長さ1mほどのスーパーロングヘア。

## 出演
- PiXMiX（在籍：2017年7月29日 - 2022年5月15日）

### 舞台
- HIROSE PROJECT LIVE vol.34『Life Goes On 〜ボクはボクなりに夢を見る〜』（2021年5月13日 - 16日、ラゾーナ川崎プラザソル） - 水沢美月 役[13]
- 放課後戦記2022（2022年11月29日 - 12月4日、Mixalive TOKYO Theater Mixa） - 新得姑獲鳥 役[14]
- 「ミュージカル SMILE」-kodo- 大好きなパパからの手紙（2022年12月24日、宗像ユリックス） - 西野七海 役[15]
- 劇団バルスキッチン 第25回公演『どぎまぎメモリアル』〜まぎまぎブルーバージョン〜（2023年4月5日 - 9日、バルスタジオ） - 藍堂瑠衣 役[16]
- 劇団バルスキッチン 第27回公演『鴨川ファイヤーワークス』（2023年7月12日 - 17日、バルスタジオ） - 里中彩香 役[17]
- 舞台「志立彩色女学院アイドル科」（2023年9月13日 - 18日、バルスタジオ） - 上島恵理子 役[18]
- 放課後戦記2024（2024年7月7日 - 7月15日、シアターアルファ東京） - 新得姑獲鳥 役[19]
- 劇団バルスキッチン 第41回公演『夢ぼくろファンタジア』（2025年6月4日 - 8日、バルスタジオ） - 大島真紀 役[20]
- 劇団バルスキッチン 第42回公演『七夕スターダスト』（2025年7月9日 - 13日、シアターグリーン BIG TREE THEATER） - トミ 役[21][22]

### ライブ
- mysta festa（2018年2月25日、青山スパイラルホール）[23]
- なんてったってハロプロライブ（2021年3月27日、AKIBAカルチャーズ劇場）[24]

### テレビアニメ
太字はメインキャラクター
2025年
- 未ル わたしのみらい（女性）

### その他
- うたの☆プリンセスさまっ♪BACK to the IDOL（2024年、柊乙葉）[11]

## ディスコグラフィ

### デジタルシングル
| # | 発売日        | タイトル | 備考 |
| - | ------------- | -------- | ---- |
| 1 | 2022年5月16日 | Future   | 作詞 |

### キャラクターソング
| 発売日        | 商品名                  | 歌           | 楽曲                                                       | 備考                                               |
| ------------- | ----------------------- | ------------ | ---------------------------------------------------------- | -------------------------------------------------- |
| 2024年5月28日 | バックトゥザ☆はあと     | Flower Candy | 「バックトゥザ☆はあと」 「フラ・キャン・ドゥー・イット！」 | 『うたの☆プリンセスさまっ♪BACK to the IDOL』関連曲 |
| 2024年7月23日 | キラキラじょいふる！    | Flower Candy | 「キラキラじょいふる！」 「ゆらぐるHeat Beat」             | 『うたの☆プリンセスさまっ♪BACK to the IDOL』関連曲 |
| 2024年10月1日 | フリーダム ブリリアント | Flower Candy | 「フリーダム ブリリアント」 「いえす！ふらきゃんらんど」   | 『うたの☆プリンセスさまっ♪BACK to the IDOL』関連曲 |

### ユニットメンバー
1. ↑  花道すず（其原有沙）、柊乙葉（響野こひめ）、桜田ルリ（和泉風花）